# Вишерски канал
Вишерски канал (рус. Вишерский канал) вештачки је водени пут на северозападу европског дела Руске Федерације, на подручју Новгородског рејона на северу Новгородске области. Повезује токове река Вишере и Мсте и припада Вишњеволочком хидросистему, каналском систему који повезује токове реке Волге и басен Неве.
Грађен је у раздобљу од 1826. до 1836. године, а његовом градњом знатно је скраћен пловидбени пут између басена реке Мсте и реке Волхов. Од реке Мсте се одваја на 27. километру узводно од њеног ушћа у Иљмењ, код засеока Бори, а са Вишером се спаја код села Савино. Укупна дужина канала је 15,5 километара.
Иако се данас канал не користи за речни транспорт, у прошлости је представљао важан трговачки правац.